# Restrepo (película)
Restrepo es una película documental del año 2010, dirigida por Tim Hetherington y Sebastian Junger, que retrata una crónica de la experiencia de los soldados norteamericanos en la invasión de Afganistán. El filme fue presentado en el Festival de Cine de Sundance, en donde ganó el Gran Premio del Jurado en la categoría documental.

## Sinopsis
La película explora el año - en realidad en un total de 15 meses -, en el que Tim Hetherington, un fotógrafo británico-estadounidense y Sebastian Junger, un periodista norteamericano, estuvieron en la invasión de Afganistán, para realizar entrevistas bajo asignación de Vanity Fair, a los soldados estadounidenses reclutados allí.
Hetherington y Junger se ven inmersos en el Segundo Pelotón, de la Compañía B, del segundo batallón 503rd del Regimiento de infantería (aerotransportada), y del equipo de Brigada de combate americana 173rd de las Fuerzas Armadas de los Estados Unidos, en el valle Korengal.
El segundo pelotón es llamado OP Restrepo, en alusión al Sargento de Primera Clase Juan Sebastián Restrepo, colombiano nacionalizado estadounidense, integrante médico del pelotón que, durante plena campaña, cayó en combate.
El filme centra su crónica en la vida de los hombres que dedican su labor al servicio de su país, desde el despliegue de su trabajo de acción, hasta la espera del tiempo de regreso a sus hogares, a la vez que perfila la contracara durísima del conflicto que son las consecuencias trágicas de la invasión, ya sea como la muerte de civiles inocentes, de soldados en su labor, así como también el intenso estrés postraumático que los soldados terminan sufriendo como secuela inmediata de su intervención en la guerra.
Muestra la cuestionable acción militar estadounidense en Afganistán, así como el daño irreparable a los habitantes de ese lugar que sufrieron por el simple hecho de estar ahí. La película no revela cuál fue la razón militar o estratégica por la que tenían que estar ahí: Un lugar sin ningún valor estratégico y que no aportó nada al sentido de la invasión. Por último, la película no revela cuánta gente afgana murió allí ni cuántos talibanes, ni en qué forma fue entendida por la población afgana la acción de ayuda militar tendente a lograr la reducción del fanatismo religioso talibán.

## Recepción de la crítica
El documental posee un 96% de aprobación en el sitio Rotten Tomatoes. En Metacritic su aprobación llega al 85%, sobre 33 comentarios.
Joe Morgenstern de Wall Street Journal expresó: "ésta película va a sacudir tú corazón y va a abrir tú mente. Es un retrato en grupo de la práctica del patriotismo".
David Edelstein de New York Magazine opinó: "la película es una pesadilla casi implacable. Incluso las entrevistas tomadas a los sobrevivientes de la guerra causan temor".
Mientras que Marjorie Baumgarten de Austin Chronicle expresó: "Restrepo es un gran ejemplo de fotoperiodismo hecho en su máxima expresión".

## Premios
Premios Oscar
| Año  | Categoría                 | Persona | Resultado |
| ---- | ------------------------- | ------- | --------- |
| 2010 | Mejor película documental |         | Candidata |

Independent Spirit Awards
| Año  | Categoría                 | Persona | Resultado |
| ---- | ------------------------- | ------- | --------- |
| 2010 | Mejor película documental |         | Candidata |